# 彩豐行
彩豐行（英語：Choi Fung Hong Company Limited）是一家成立于1995年的香港個人護理及護膚品牌，在香港自設廠房，是全港首間獲GMP認可的香港廠房，並獲ISO 9001、ISO 22716:2007認證。目前有沐浴露、洗護髮、面膜、護膚品等主要产品，旗下拥有JOSERISTINE、C.F. Life、C.L、JimmBenny、YUK、Bension等多个品牌。現時，彩豐行共有25間分店，分布在港澳地區。

## 歷史
- 1995年，彩豐行公司成立，廠房及辦公室均設於屯門。開業初期，主要以美容院產品批發為業務重心。
- 2002年，创立了蔗糖特滋潤沐浴露。
- 2005年，开发了护肤品12杯水。
- 2006年，官方網站上線。
- 2007年，第一間門市於旺角開業。

## 外部連結
- 彩豐行官網 （页面存档备份，存于）
- 香港旅業網